# Willie Edwards
Willie Edwards Jr. né le 13 novembre 1932 et mort le 23 janvier 1957, est un Afro-Américain, époux et père de famille, âgé de 24 ans, victime d’un assassinat perpétré par des membres du Ku Klux Klan en Alabama. Son corps repose au cimetière de New Pleasant Valley, sis à Letohatchee, dans ledit État.

## Meurtre
Dans la nuit du 22 au 23 janvier 1957, un groupuscule affilié au Ku Klux Klan, muni d’armes à feu, s’assembla dans l’intention de s’en prendre à Willie Edwards, un homme afro-américain récemment employé comme conducteur pour l’entreprise Winn-Dixie. Les membres du groupe le soupçonnaient d’entretenir une liaison avec une femme blanche. Ayant quitté son lieu de travail, Edwards fut rappelé par son contremaître dans l’après-midi du 23 janvier, sous prétexte qu’un autre employé s’était déclaré indisposé. Il reprit donc le chemin du travail, mais ne regagna jamais son domicile. Il est présumé que des membres du Ku Klux Klan l’enlevèrent et le maltraitèrent alors qu’ils le conduisaient vers Montgomery. Parvenus au pont Tyler-Goodwin, situé au-dessus de la rivière Alabama, près de Montgomery, ils le contraignirent, sous la menace d’une arme, à s’élancer dans le vide. Edwards fit une chute fatale de 38 mètres. Son corps ne fut retrouvé que trois mois plus tard, échoué sur les berges de la rivière. En raison de l’état avancé de décomposition, les autorités se déclarèrent inaptes à établir avec certitude la cause du décès.

## Dossier rouvert
En 1976, le procureur général de l’État de l’Alabama, Bill Baxley, ordonna la réouverture de l’enquête relative au décès de Willie Edwards. Quatre individus furent appréhendés et inculpés pour cet homicide : Sonny Kyle Livingston Jr., âgé de 38 ans, Henry Alexander, âgé de 46 ans, James York, âgé de 73 ans, et Raymond Britt Jr. Ce dernier, en échange d’une immunité, rompit un silence de longue date par une déclaration sous serment datée du 20 février 1976. Dans cet affidavit, adressé au procureur général Baxley, Britt relata comment, dans la nuit du 23 janvier 1957, lui et trois complices avaient molesté Edwards et l’avaient contraint à se précipiter du pont Tyler-Goodwin dans les eaux de la rivière Alabama. Néanmoins, le juge Frank Embry, siégeant en Alabama, rejeta les accusations portées contre les inculpés. Malgré le témoignage solennel de Britt, l’absence d’une cause de décès formellement établie motiva cette décision. Le magistrat estima que le seul fait de forcer une personne à sauter d’un pont n’entraînait pas nécessairement ni probablement son trépas.
En 1997, Malinda, fille de Willie Edwards, sollicita auprès de la procureure du district, Ellen Brooks, la réouverture de l’enquête sur le décès de son père. La magistrate acquiesça et s’associa au nouveau médecin légiste, le Dr James Lauridson, pour réexaminer l’affaire. Il fut établi que la mort de Willie Edwards, survenue en 1957, résultait d’un saut forcé dans la rivière Alabama. En conséquence, la cause du décès, initialement qualifiée d’indéterminée, fut requalifiée en homicide. En 1999, la procureure soumit le dossier révisé à un grand jury du comté de Montgomery. Ce dernier confirma que le décès de Willie Edwards était imputable à l’action du Ku Klux Klan, mais s’abstint de prononcer une inculpation à l’encontre d’un individu précis pour ce crime. 